# Asterocalyx ecuadorensis
Asterocalyx ecuadorensis är en svampart som beskrevs av S.E. Carp. & Dumont 1978. Asterocalyx ecuadorensis ingår i släktet Asterocalyx och familjen Sclerotiniaceae.   Inga underarter finns listade i Catalogue of Life.